# Nóta TV
A Nóta TV egy hagyományos, magyar zenecsatorna volt.

## Története
A Nóta TV 2009. szeptember 1-jén délben kezdte sugározni műsorát, hogy minden tradicionális zenét szerető ember otthonába elérhető legyen.
A Nóta TV zenei világa minden magyarországi stílust, kort, életérzést képvisel. Legyen az klasszikus zene, operett, magyar szerelmes dalok, cigányzene vagy mulatós pop, esetleg a magyar rock stílusa. Népszerű volt a Retro zenei blokkja, a 80-as és 90-es évek slágereit az esti órákban sugározták. Olyan klipek kerültek elő, amelyeket az akkori magyar zenecsatornák nem sugároztak. A tematikaváltás érezhető volt, a nóta és mulatós programok száma jelentősen csökkent. 2014. augusztus 31-én 23 órától Sláger TV néven folytatja tovább, ezenkívül a tematika is megújul: a fiataloké lesz a főszerep. Az átalakulás fő oka az, hogy a mulatozós műfaj legjavát a konkurensre, a Muzsika TV-re hagyták.
A csatorna hangja Dolmány Attila volt, aki 2019-ig a Sláger TV hangja is volt.

## Műsorok
A Nóta TV műsoraiban, Magyarországon egyedülálló módon, ismét láthatja az egykori klipeket. A televízió főként régebbi slágereket jeleníti előnyben megcélozva ezzel a 40-65 éves korosztályt. A csatorna nagy hangsúlyt fektet a nosztalgiára, így zenei kínálatából hiányoznak a ma slágerei. A cigányzene, mint a magyar zenei kultúra szerves része, sem maradt ki a kínálatból.
A mulatós pop, az elmúlt évek feltörekvő és egyre sikeresebb zenei irányzata, szintén helyet kap a műsorban.

### Nóta TV
- A Magyar Televízió Tánc- és Popdal fesztiválja
- Bandázó
- Benc-zenész
- Best of Nótasztár
- Déli vigadó
- Délutáni vigadó
- Egymillió fontos hangjegy
- Esti vígadó
- Eszem-iszom, dínom-dánom
- Édes Otthon
- Fásy mulató
- Gegmenők
- Hangoló
- Házibuli Attilával
- Húzd meg jobban, menjen a nóta!
- Dúdoló
- Jó ebédhez szép a nóta
- Kabaré
- Mulatós zene csillagai: Bunyós Pityu
- Nekünk 8
- No Para Karaoke
- Nótakosár
- Pertu Parti
- Poptarisznya
- Reggeli kakasszó
- Reggeli vigadó
- Rockblokk
- Sláger TV
- Sláger TV Made In Hungary
- Sláger TV-show
- Szívhez szól a nóta
- Szolnoki nótadélután
- Szuperbuli Lajcsival
- Televíziós vásárlás
- Vastyúk is talál szeget
- Zeneasztal
- Zeneexpressz
- Zenegasztro
- Zeneposta
- 60 év - 60 dal
- Zenekör